# Часовая башня Тебриза
Часовая башня Тебриза также известная как Дворец муниципалитета Тебриза — является главным центральным зданием муниципалитета города Тебриз в провинции Восточный Азербайджан в Иране. Дворец муниципалитета включает в себя зал, часовую башню и небольшой сад. Посреди сада находится круглый бассейн с фонтаном.

## История

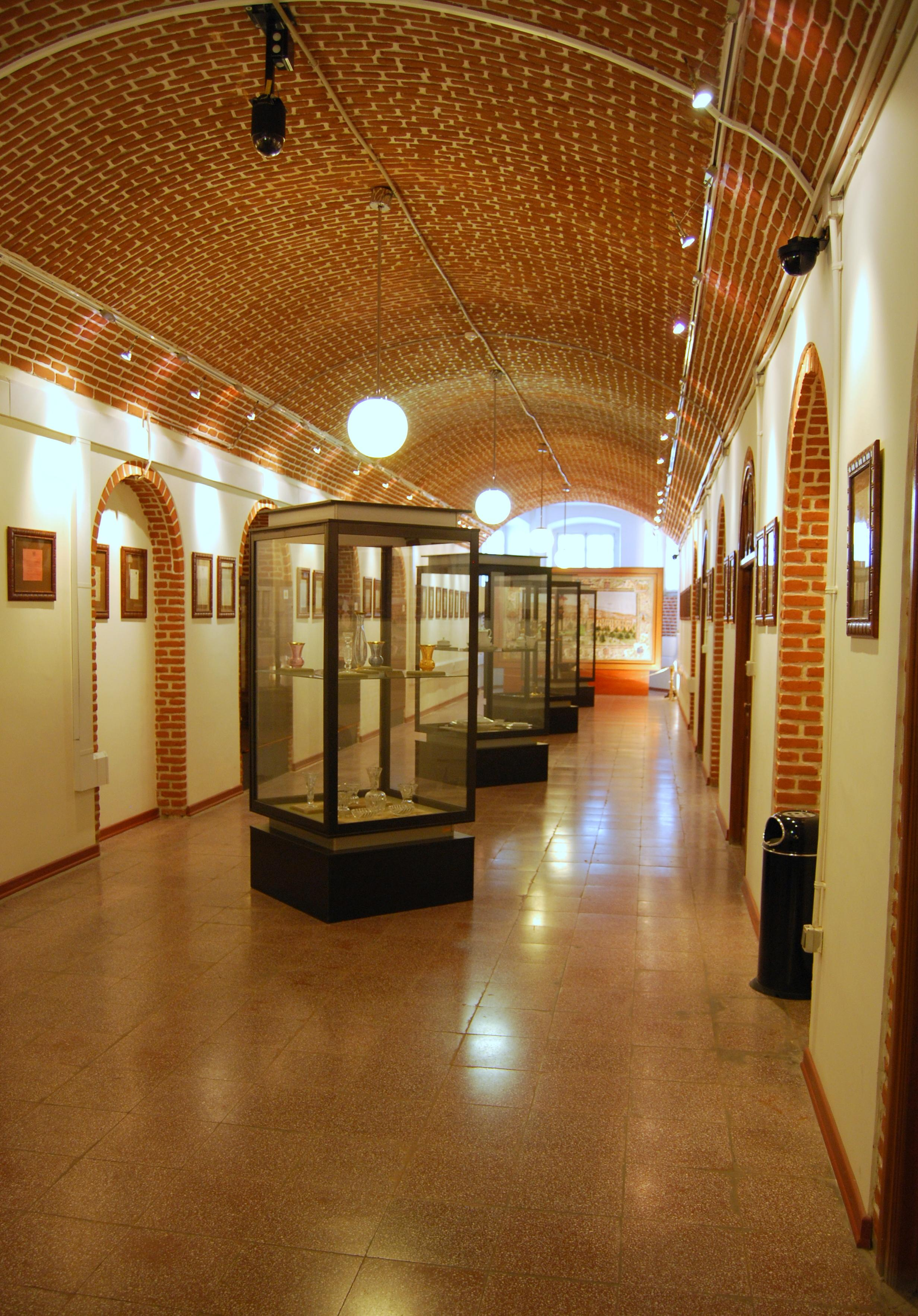
Часть музея

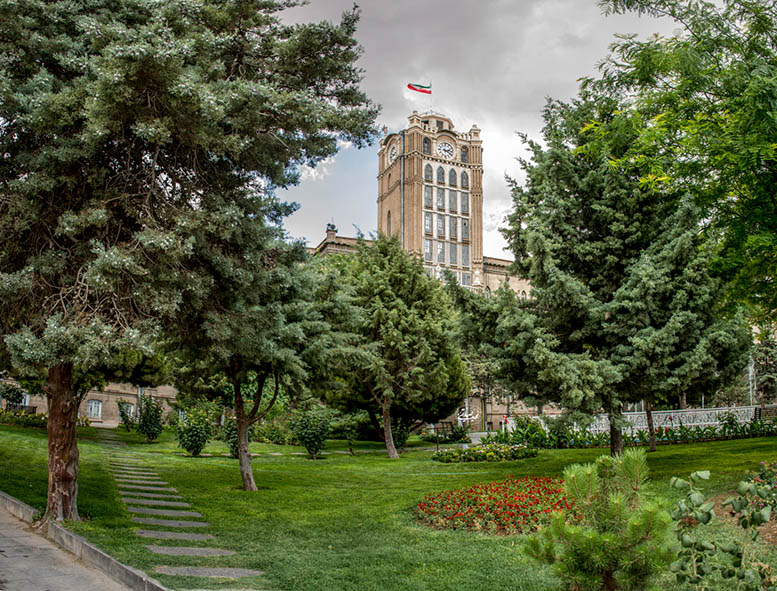
Сад Часовой башни

Здание, получившее название Часовая башня, было построено в 1934 году. Часовая башня служившая с момента постройки центром городского муниципалитета, после Второй мировой войны стало центральным зданием Демократической Республики Азербайджана.
После свержения иранскими войсками Демократической Республики Азербайджан здание вновь стало функционировать как центральный аппарат городского муниципалитета. В настоящее время здание является центральным зданием муниципалитета города Тебриз.
Часовая башня считается объектом национального наследия.
С 2007 года часть дворца стала использоваться как Муниципальный музей Тебриза.

## Архитектура
Площадь здания составляет около 9600 кв м. На трех этажах размещены объекты инфраструктуры общей площадью 6500 кв м.
Дворец в целом несет в себе влияние классической европейской архитектуры, поэтому выделяется как редкое сооружение в Иране. Материалы и элементы дизайна использованные при строительстве здания, соответствуют современной европейской архитектуре того периода. Внешняя часть здания вырезана из камня и похож на рисунок орла в полете.
Во время строительства лифта в 1990-х годах была повреждена одна из веранд здания. В 2008 г купол на вершине башни был перекрашен.

## Церемонии
Башня является резиденцией исламского совета города и местом проведения официальных и дипломатических встреч с высшими должностными лицами. Помимо этого здесь находится музей города и муниципалитета. Поскольку здание расположено в самом центре города, за свою историю в нем проводилось множество церемоний. С 2014 года город Тебриз отмечает Час Земли, выключая свет на Часовой башне. Каждый год в праздник Новруз (20 марта) перед зданием возводят большой Хафт Син.

## Муниципальный музей
В последние годы часть здания была организована как музей. В музее представлены исторические карты города Тебриз, исторические фотографии зданий Тебриза, материалы реконструкции. В музее выставлены экспонаты, которые использовались в городе впервые. Среди них первая киноаппаратура. В этом музее также выставлены некоторые из лучших образцов текстильной промышленности Тебриза.

## Галерея

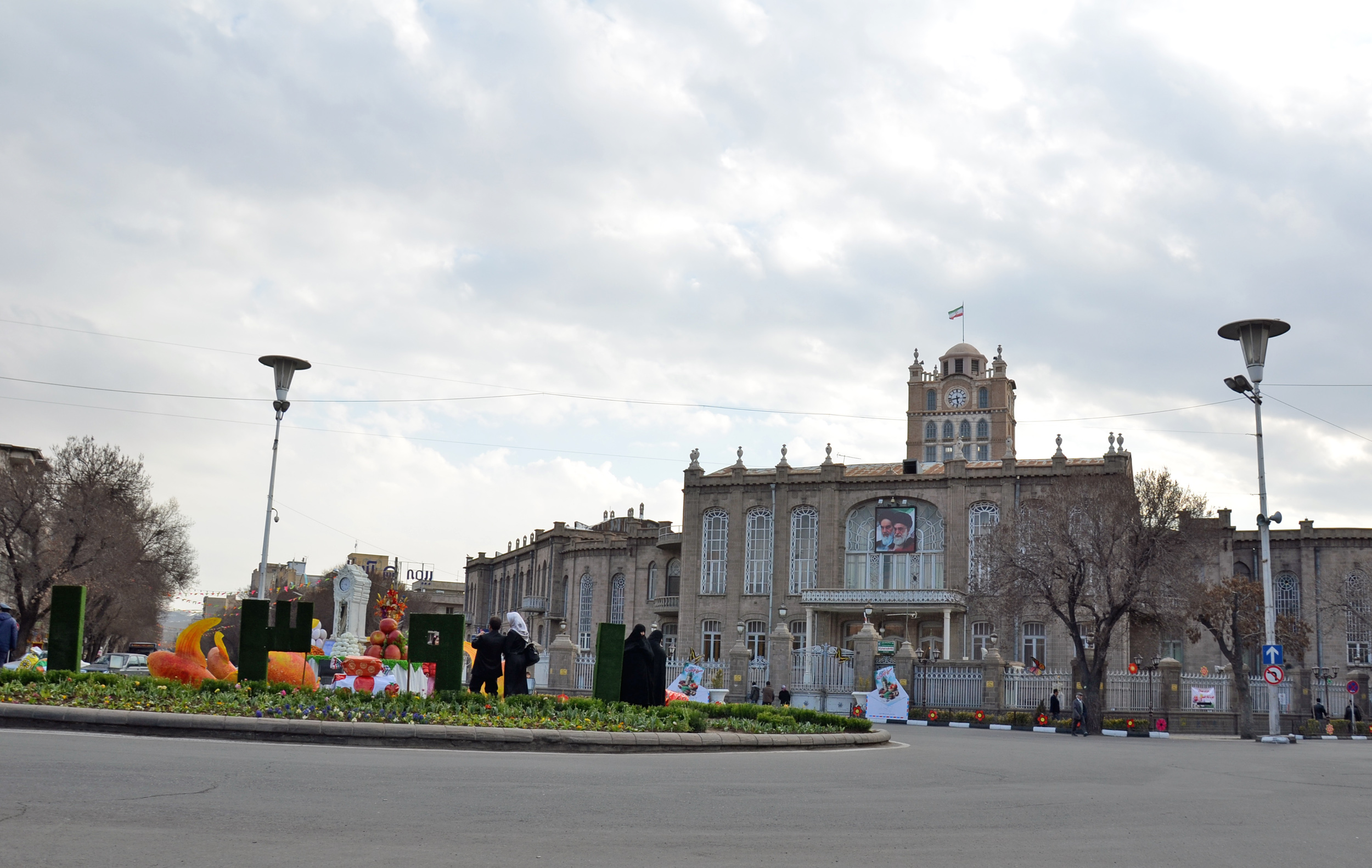
Северная сторона Часовой башни.
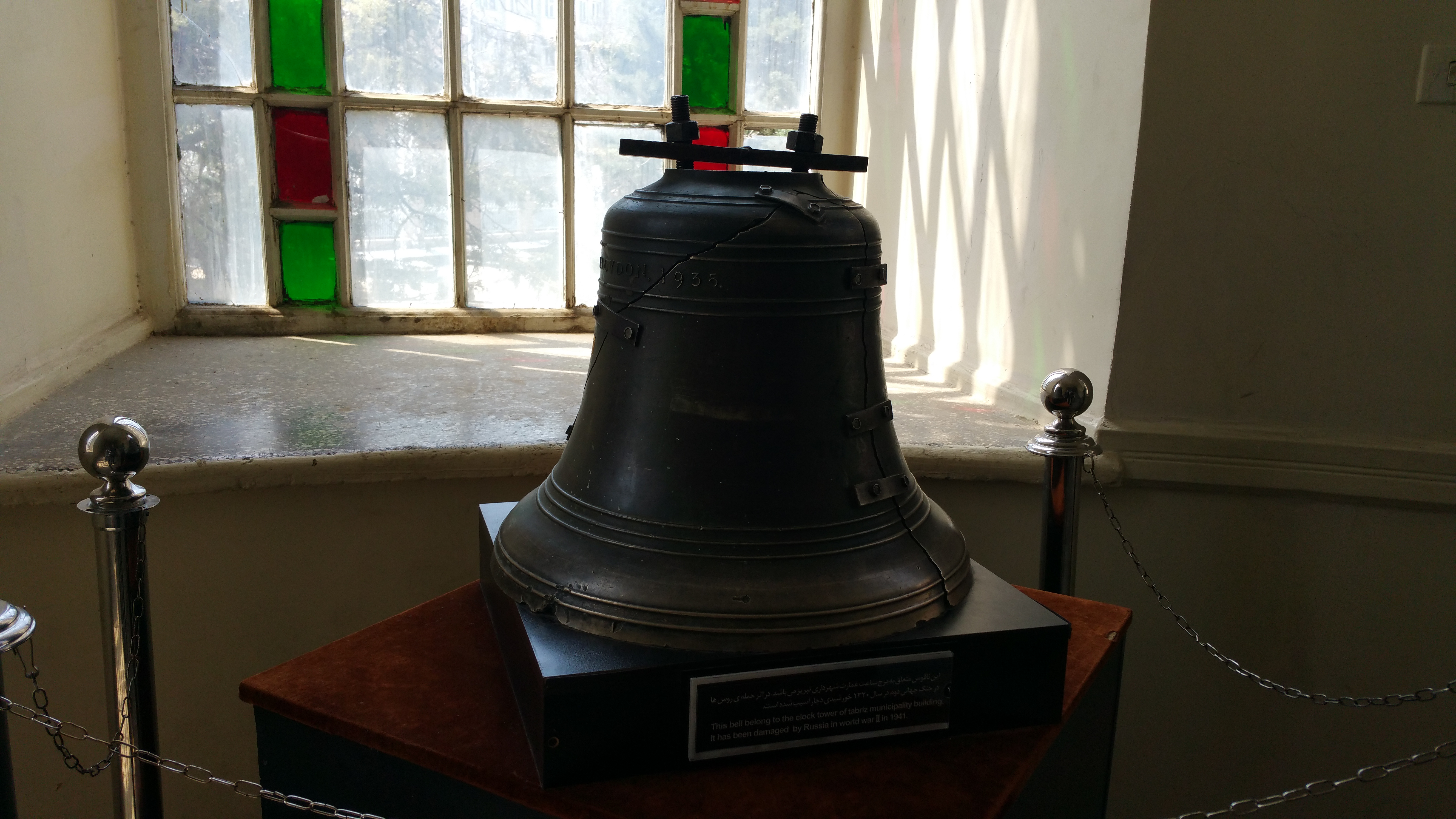
Бывшая колокольня башни, поврежденная во время российского вторжения в Тебриз во время Второй мировой войны. Позже колокол заменили на новый.
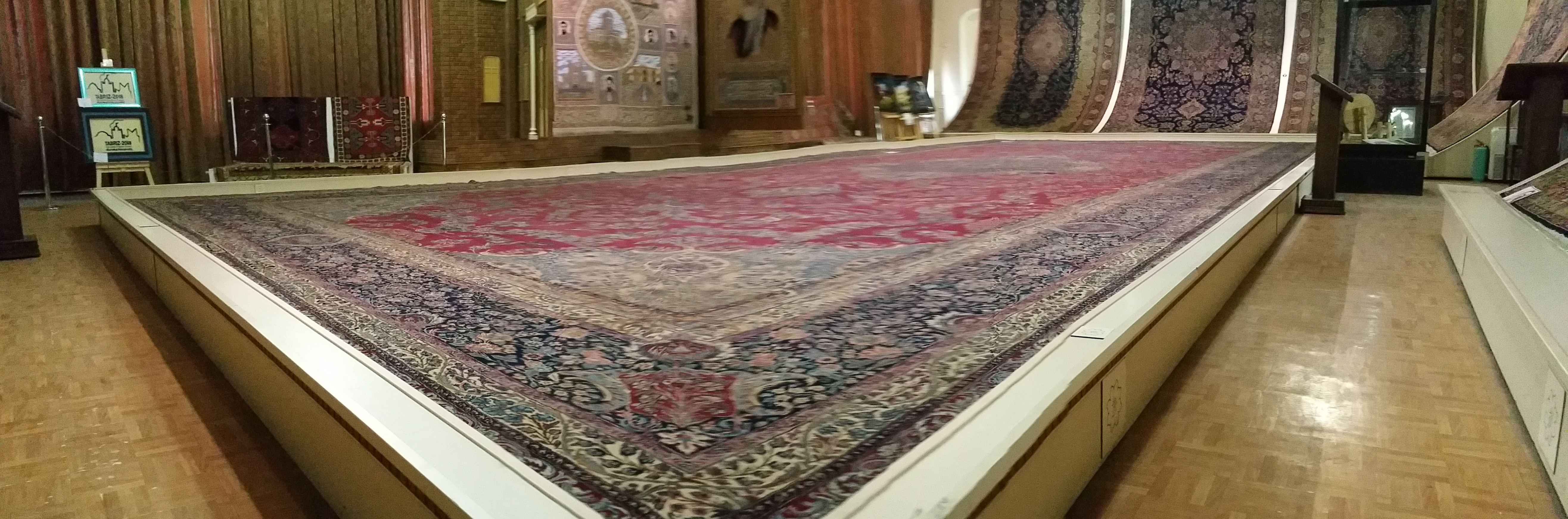
Главный зал Часовой башни, в настоящее время используемый как выставочный зал для коллекции ковров Тебриза.
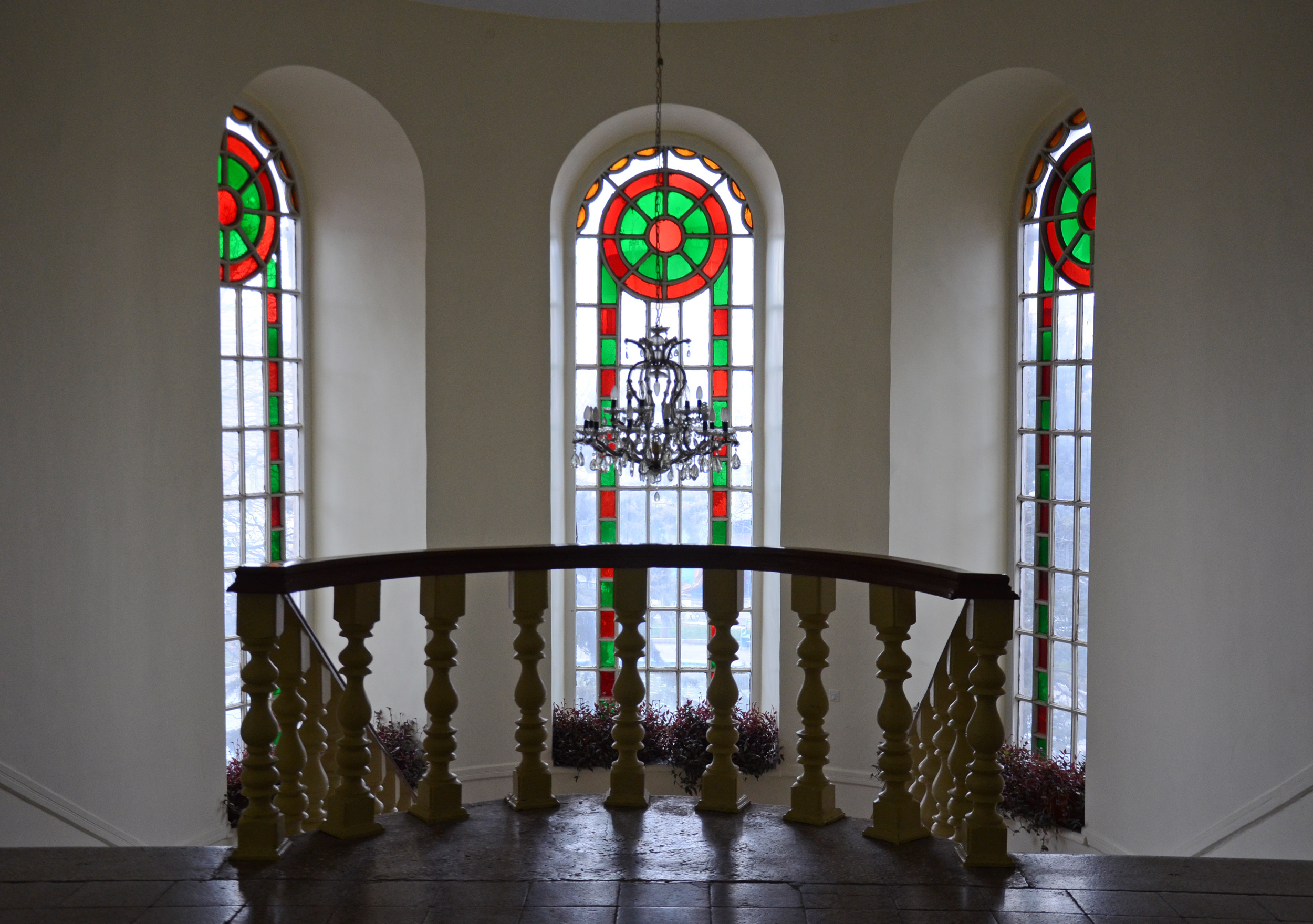
Интерьер башни  под южным айваном.
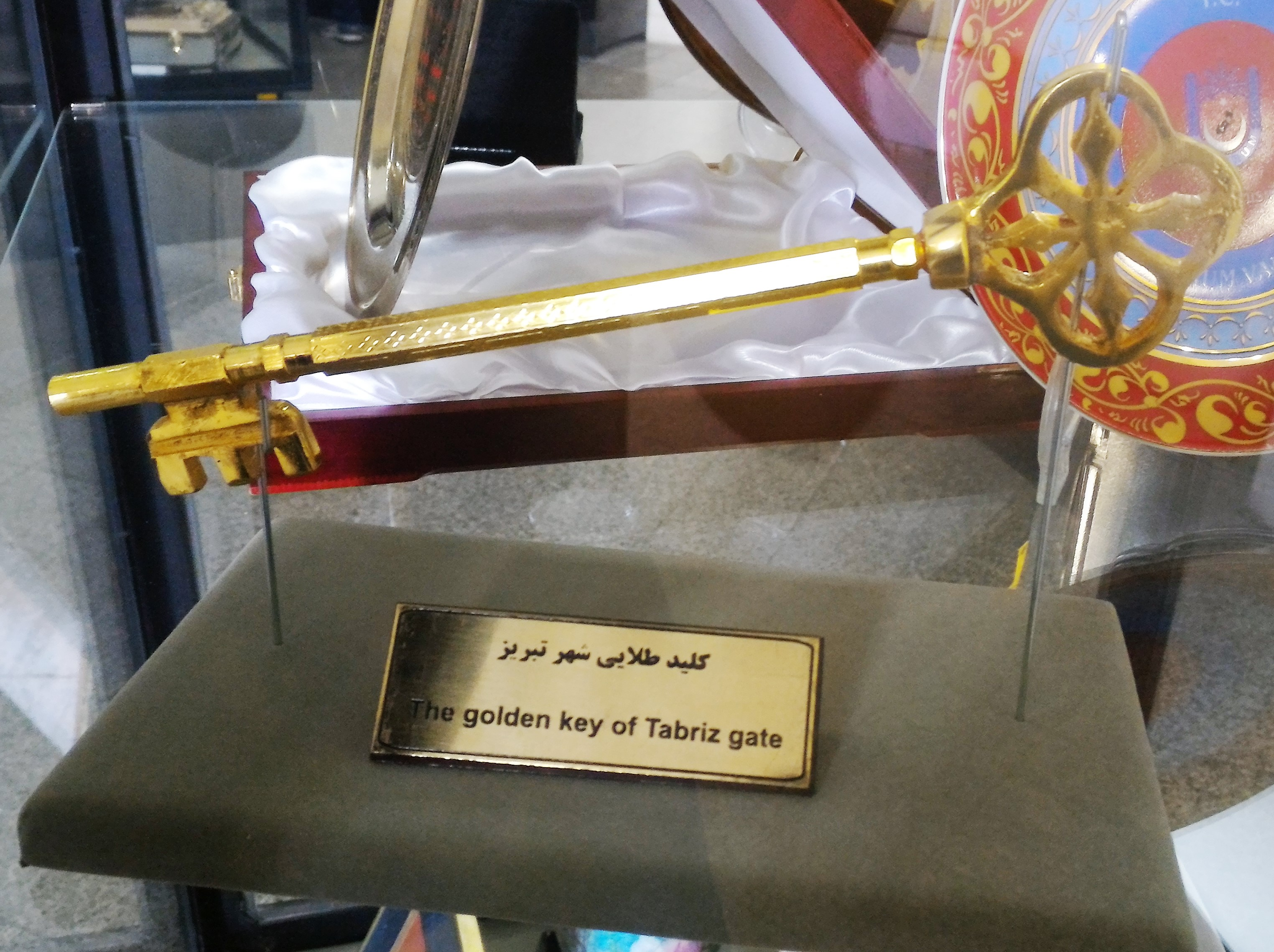
Золотой ключ Тебриза.
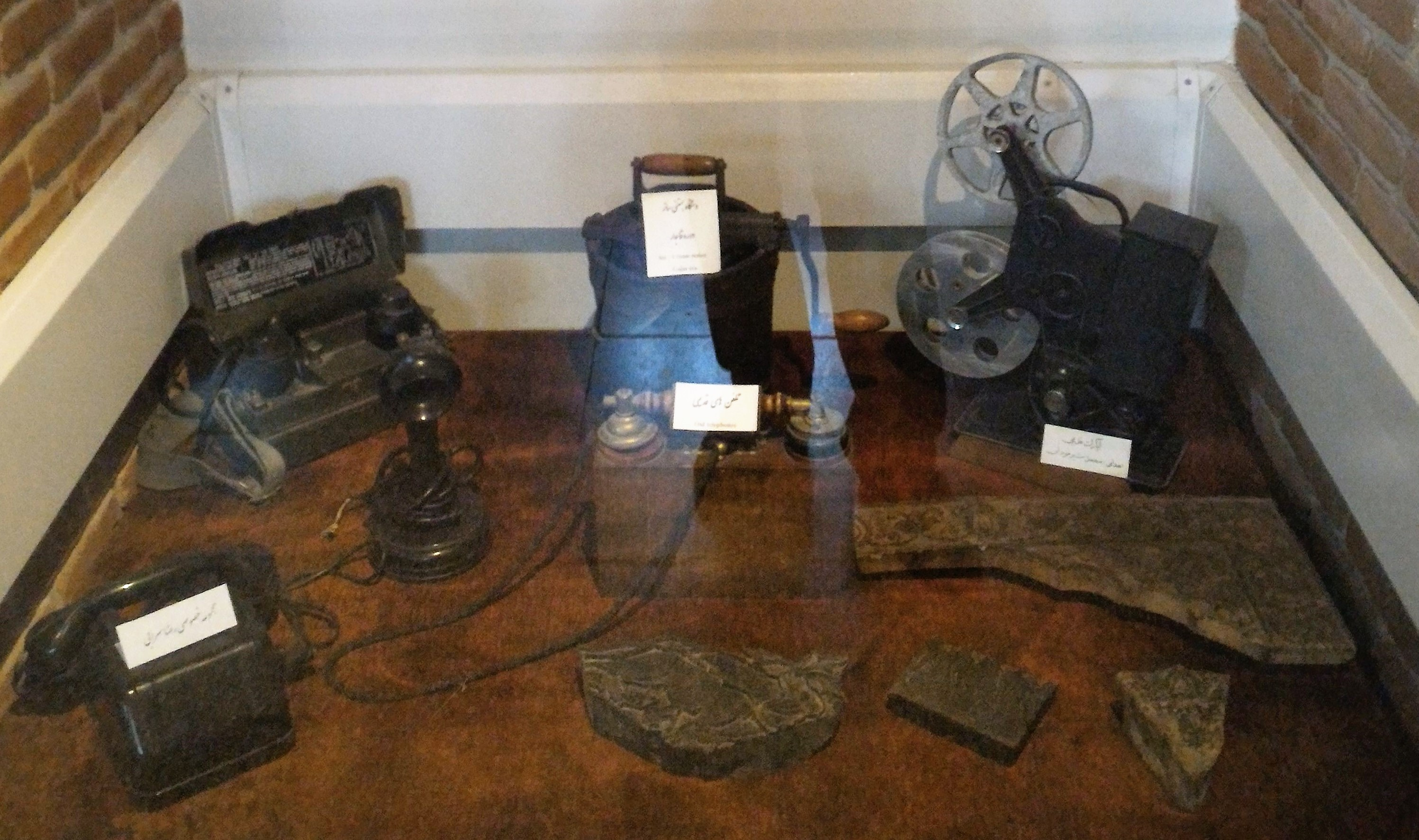
Часть оборудования, представленная в музее.
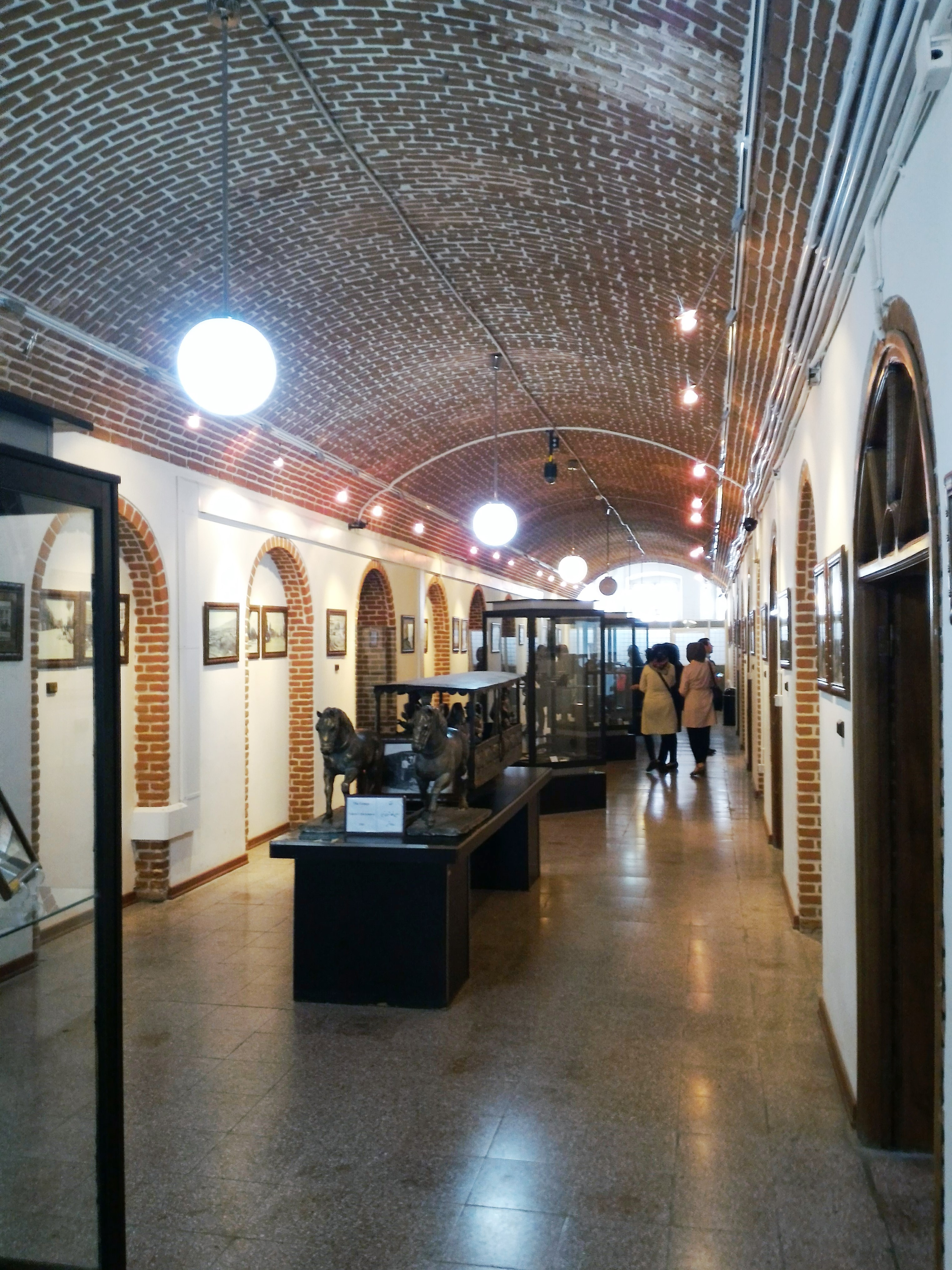
Подвальный проход здания муниципалитета.
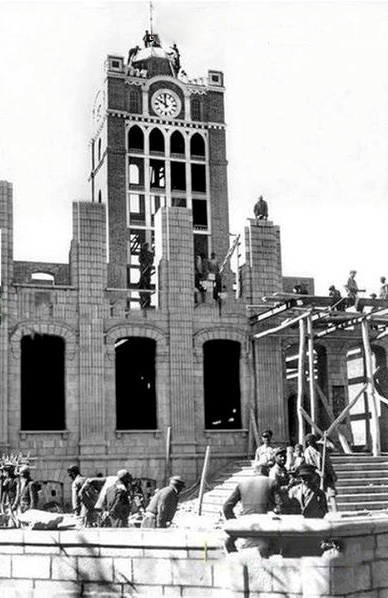
Строительство Часовой башни, 1930-е годы.
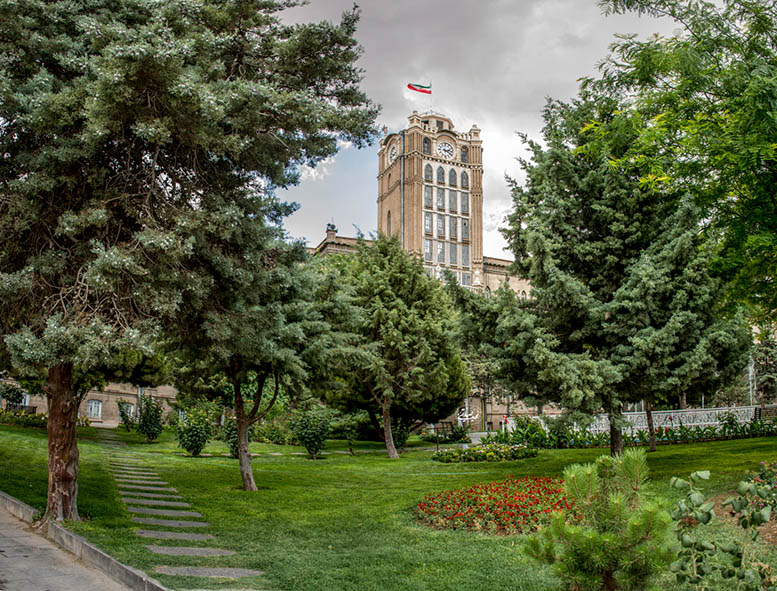
Западная сторона Часовой башни. Вид из муниципального сада.